# Alena Chadimová
Alena Chadimová   (Olomouc, 22 de novembre de 1931), de casada Danišová, és una gimnasta artística txeca, ja retirada, que va competir sota bandera txecoslovaca durant la dècada de 1950.
El 1952 va prendre part en els Jocs Olímpics d'Estiu de Hèlsinki, on disputà les set proves del programa de gimnàstica. Guanyà la medalla de bronze en la competició del concurs complet per equips, mentre fou sisena en el concurs per aparells equips. En la resta de proves finalitzà en posicions més endarrerides.
En el seu palmarès també destaca una medalla de bronze al Campionat del Món de gimnàstica artística de 1954.